# Деревинноволокниста плита

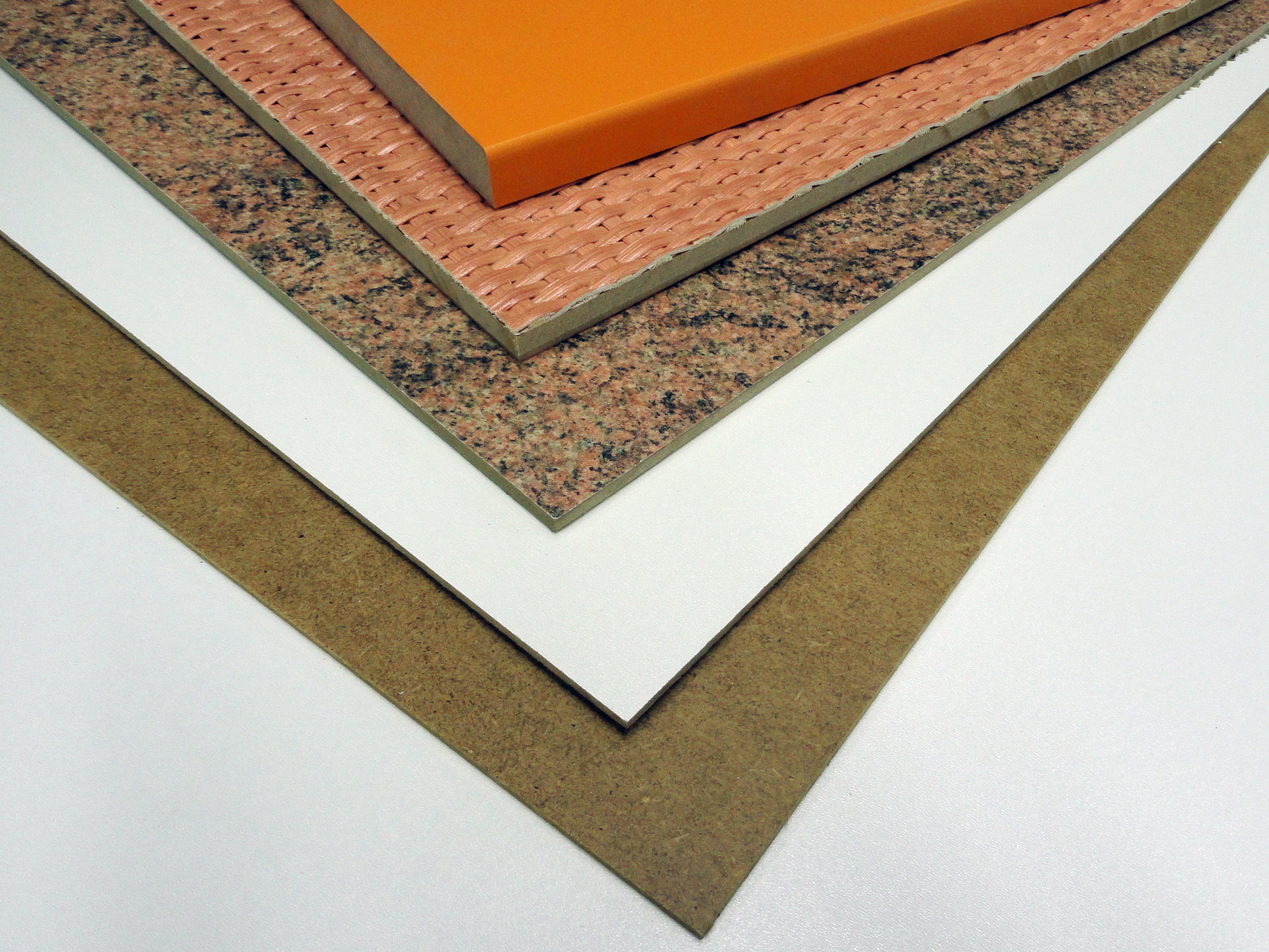
Деревинноволокниста плита

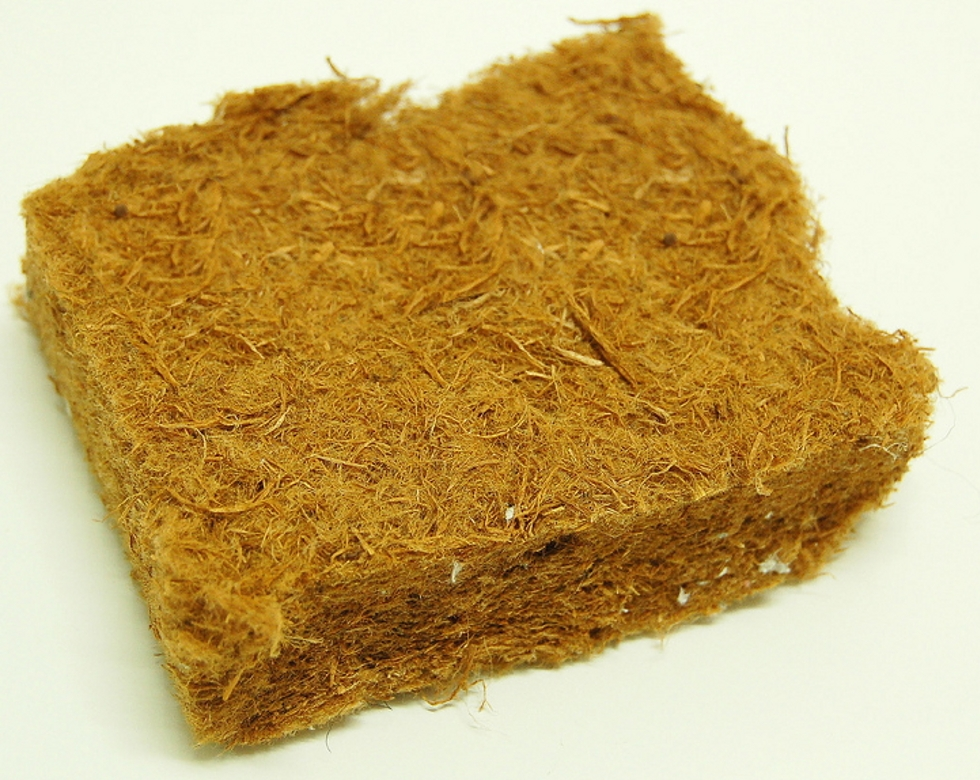
Деревинне волокно

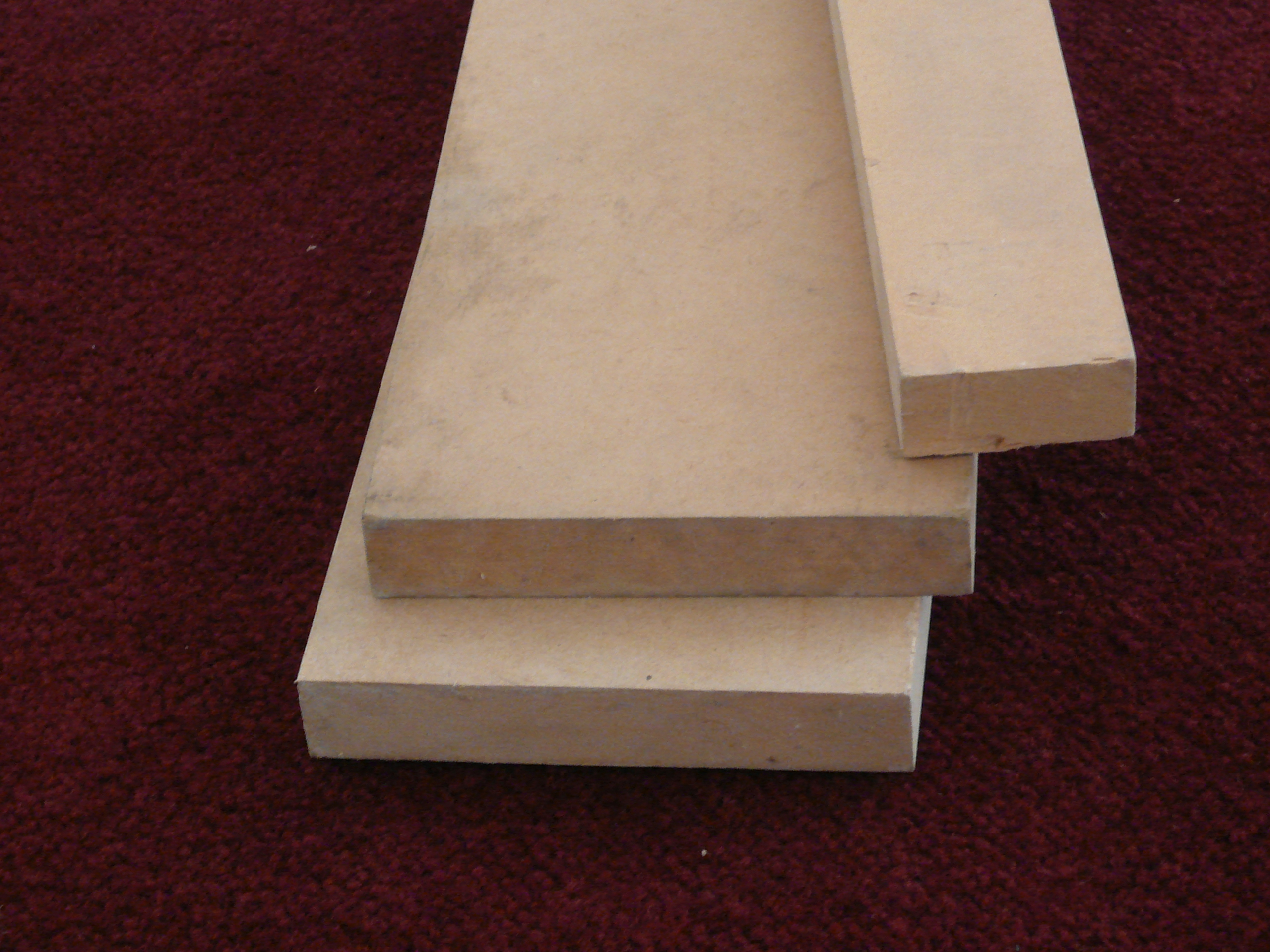
Деревинноволокниста плита середньої щільності

Деревинноволокни́ста плита́, ДВП — деревинний матеріал, що отримується гарячим пресуванням маси або сушкою деревинноволокнистого килиму (м'які ДВП), що складається з целюлозних волокон, води, синтетичних полімерів і спеціальних добавок.

## Сировина
Сировиною для виробництва ДВП слугують перероблені у волокно за допомогою дефібраторів подрібнена деревина і костриця рослин. У деревну масу додають гідрофобізатори: парафін, каніфоль (підвищує вологостійкість). Для підвищення фізико-механічних властивостей у композит вводять синтетичні смоли (кількість смоли варіюється від 4% до 8%, залежно від співвідношення хвойних-листяних волокон). При виробництві м'яких плит сполучний матеріал може не застосовуватися, зважаючи на склейку лігніну, що входить до складу волокон, при високих температурах. Також застосовуються спеціальні добавки, такі як антипірени, антисептики. Для виробництва надтвердих деревинноволокнистих плит (марка СТ) застосовують просочення побічним продуктом переробки талової олії — пектоліт. Міцність плит зростає на 20-30%.

## Використання
Використовується в будівництві, вагонобудуванні, у виробництві меблів, столярних та інших виробів і конструкцій, захищених від зволоження, а також при виробництві тари; як основа для картин олійного живопису.